# Atybe nyassensis
Atybe nyassensis är en skalbaggsart som beskrevs av Stefan von Breuning 1970. Atybe nyassensis ingår i släktet Atybe och familjen långhorningar.
Artens utbredningsområde är Malawi. Inga underarter finns listade.